# Venustraphobia
Venustraphobia je debutové album Casbah Club vydané v roce 2006. Obsahuje mnoho sólových skladeb Simona Townshenda. Výraz venustraphobia údajně znamená strach z krásných žen.

## Seznam skladeb
Autorem všech skladeb je Casbah Club, pokud není uvedeno jinak.
| Pořadí | Název | Délka |
| ------ | --- | ----- |
| 1.     | Sex Change                                                                                               | 5:00  |
| 2.     | Twenty to Eleven                                                                                         | 2:04  |
| 3.     | When She Sleeps                                                                                          | 4:10  |
| 4.     | Comeback                                                                                                 | 3:44  |
| 5.     | Medicine                                                                                                 | 3:22  |
| 6.     | Any Way She Moves (Casbah Club, Stuart Adamson, Mark Brzezicki, Tony Butler, Bruce Watson a Paul Weller) | 2:58  |
| 7.     | Venustraphobia                                                                                           | 4:48  |
| 8.     | Ages | 4:08  |
| 9.     | Fly Away (Simon Townshend, Andy Kravitz)                                                                 | 4:08  |
| 10.    | Raised                                                                                                   | 3:48  |
| 11.    | Save Me From Me                                                                                          | 4:06  |
| 12.    | Highness                                                                                                 | 5:20  |
| 13.    | Our Time                                                                                                 | 6:22  |

## Obsazení
Casbah Club
- Simon Townshend - hlavní vokály, kytara a klávesy
- Bruce Foxton - baskytara a doprovodné vokály
- Bruce Watson - kytara a E-Bow
- Mark Brzezicki - bicí, perkuse a doprovodné vokály